# پیتر نلسون (دوچرخه‌سوار)
پیتر نلسون (انگلیسی: Peter Nelson; ۲۶ آوریل ۱۹۳۱ – ۲ فوریهٔ ۱۹۷۷) دوچرخه‌سوار اهل استرالیا بود. وی در بازی‌های المپیک تابستانی ۱۹۵۲ شرکت کرده است.